# Helene Egelund
Helene Egelund (født 16. februar 1965) er en dansk skuespillerinde, som ikke har nogen egentlig skuespilleruddannelse. I fjernsyn har hun medvirket i serierne Landsbyen, TAXA og Rejseholdet. Udover at have været med i 12 danske film, har hun også haft roller i flere svenske film og tv-serier, idet hun taler flydende svensk.
Helene Egelund er endvidere tilknyttet lydbogsforlaget Momo - Skuespillernes Eget Forlag, hvor hun har indlæst flere lydbøger.

## Filmografi

### Spillefilm
| År   | Titel                  | Rolle                         | Noter           |
| ---- | ---------------------- | ----------------------------- | --------------- |
| 1989 | 1939                   | Annika                        | udenlandsk film |
| 1991 | Superstau              | køkkenmedarbejer              |                 |
| 1991 | Den store badedag      | kioskpige                     |                 |
| 1993 | Sort høst              | Minka                         |                 |
| 1993 | Det bli'r i familien   | Lena                          |                 |
| 1994 | Min fynske barndom     | Beate                         |                 |
| 1996 | Krystalbarnet          | sygeplejersken Nina           |                 |
| 1997 | Barbara                | Susanne                       |                 |
| 1998 | Motello                | Inga Gyldenstjerne            |                 |
| 2000 | Slip hestene løs       | Vibekes eks-mands nye partner |                 |
| 2002 | La playa de los galgos | sygeplejerske                 |                 |
| 2007 | Cecilie                | G. Simonsen, fra 1972         |                 |
| 2009 | Zoomerne               | Pernille                      |                 |
| 2010 | Frihed på prøve        | frisøren Jeanne               |                 |
| 2010 | Hold om mig            | Mikkels mor                   |                 |

### Tv-serier
| År      | Titel                     | Rolle                            | Noter                            |
| ------- | ------------------------- | -------------------------------- | -------------------------------- |
| 1991    | Landsbyen                 | Astrid Andersen                  | afsnit 1-6 & 10                  |
| 1993    | Tre ludere og en lommetyv | skoleeleven Donna, Mirzas datter | miniserie                        |
| 1998    | Hjerteflimmer             | Karen                            | miniserie                        |
| 1998    | Dolly & Dolly             | Petra                            | miniserie                        |
| 1997-99 | TAXA                      | Gitte                            | afsnit 1, 3, 5-6, 15-18 og 23-56 |
| 1998    | Hjerteflimmer             | Karen                            |                                  |
| 2002    | Rejseholdet               | Sanne                            | afsnit 21-22                     |
| 2007    | Forbrydelsen              | Lisbeth Hansen                   | afsnit 8-9 samt 11 og 14         |
| 2007    | 2900 Happiness            | Camilla Lingberg                 | afsnit 4 og 5 samt 31-42 og 46   |
| 2009    | Livvagterne               | Eva Enevoldsen                   | afsnit 1-2                       |
| 2016-19 | Bedrag                    | bestyrer                         | afsnit 20                        |
| 2018    | Håbet                     | fru Vinkel                       | afsnit 4                         |

### Stemme til tegnefilm
| År   | Titel       | Rolle | Noter |
| ---- | ----------- | ----- | ----- |
| 2016 | Zootropolis |       |       |